# Дольфин, Джованни Паоло
Джованни Паоло Долфин (4 января 1736, Шибеник, Венецианская республика — 19 мая 1819, Бергамо, Ломбардо-Венецианское королевство) — итальянский прелат, Ординарий епархии Ченеда, далее — Ординарий епархии Бергамо.

## Биография

Герб семьи Долфин

Второй из семи братьев и сестер, родился в аристократической семье, его отец занимал политические и военные посты в Далмации, был командиром крепости Сан-Николо в Шибенике.
Начальное образование получил в Венеции, в пятнадцатилетнем возрасте поступил в конгрегацию Латеранских каноников, в 1759 году получил докторскую степень по философии и теологии в монастыре Сан-Джованни-ин-Монте в Болонье, направлен проповедником в Монастырь Святого Иоанна Вердарского в Падуе, где оставался до 1771 года. Затем назначен настоятелем монастыря Милосердия в Венеции, а затем — титулярным аббатом Меркателло-суль-Метауро.

## Епископское служение
27 июня 1774 года назначается епископом Сенеды, 8 декабря 1775 года — вступил в управление и 28 июля 1777 года переведен на вдовствующую кафедру Бергамо, которая в то время была одной из самых важных епархий Венецианской республики, с 220 000 жителей и гарантированным епископским доходом в 6000 римских скуди в год.
Будучи последователем августинианской школы, придерживался позиции равноудаленности в дебатах по моральному богословию, был объектом критики из-за слабости характера и непостоянства, боязни вызвать недовольство как гражданских, так и церковных властей. Известен тем, что 1778 году отменил все праздники не предусмотренные официально Церковью, в 1779 году упрекали духовенство в том, что оно слишком легко отпускало грехи, в 1780 году обратился с посланием к приходским священникам не распылять доходы и милостыню в лишние расходы.
В период с 1779 по 1781 годы осуществил пастырскую визитацию, объехав всю епархию.
Будучи противником Янсенизма, выступал против аббатства в Сан-Паоло-д’Аргон, где преобладали сторонники этого учения. Распространял среди клира и через воспитательные и образовательные структуры идеи иезуитов, которым симпатизировал и распространял культ Игнатия Лойолы.
В октябре 1784 года Венеция заключила соглашение с Миланским герцогством, по которому границы епархии Бергамо и архиепархии Милана были изменены на основе политических границ, в результате сорок три миланских прихода перешли к Бергамо, а Фара-Джера-д’Адда была продана Милану. При этом Долфин настаивал, что данный вопрос должен был утвержден Святым престолом, что и было сделано в 1786 году.
В период французского и австрийского доминирования Долфин многократно менял свои политические взгляды и призывал паству к сотрудничеству с властями. В 1796 году присягнул наполеоновскому революционному правительству и пригласил приходских священников сделать то же самое, поскольку «всякая власть исходит от Бога». В последующие месяцы продолжал соблюдать постановления новой власти, даже дошел до того, что предписал духовенству отказаться от ношения духовной одежды. С приходом австрийцев в 1799 году поспешил приспособиться к новому правительству, заботясь о восстановлении церковной дисциплины, учредил церковный трибунал для суда над духовенством, которое сотрудничало с прежней властью. Дело дошло до скандала, так что и сам епископ был осужден, пока в конце конклава 1799—1800 годов он не покаялся перед новоизбранным папой Пием VII.
С возвращением французов в 1800 году, Долфин вновь проявил лояльность, так в 1802 году он был направлен в Национальные собрание в Лион, как представитель города Бергамо. В 1811 году участвовал в Национальном совете в Париже, в 1812 году приветствовал начало русской кампании.
В 1814 году с возвращением австрийцев, Долфин вновь строго выполнял их предписания.